# Westland Aircraft
«Уэ́стленд» (англ. Westland Aircraft) — британская компания, производитель летательных аппаратов, которая была расположена в Йовиле, графство Сомерсет. Компания была создана путём выделения авиационного подразделения из состава компании Petters Limited (англ.) не задолго до начала Второй мировой войны, хотя само подразделение компании Westland Aircraft Works строило самолёты по лицензии с 1915 года. Во время Второй мировой войны компания создавала многочисленные неудачные конструкции, но их собственная разработка Lysander успешно использовался в качестве самолёта связи Королевскими ВВС. После войны компания сфокусировала свои усилия на вертолётах и была объединена с несколькими британскими фирмами, образовав в 1961 году Westland Helicopters.

## Создание
В 1915 году Westland Aircraft Works была создана как подразделение Petters Limited в качестве ответа на полученные правительственные заказы для строительства по лицензии 12 гидропланов Short Type 184, а затем 20 самолётов Short Type 166.
После завершения Первой мировой войны поступили следующие заказы на самолёты, в том числе на Sopwith 1½ Strutter, de Havilland под названиями Airco DH.4, Airco DH.9 и Airco DH.9A и Vickers Vimy. Название «Westland» было выбрано миссис Петтерс в честь территорий которые были приобретены в 1913 году в Западном Хендфорде для нового литейного производства, но в конечном итоге стала центром самолётостроения. Благодаря приобретенному опыту при строительстве самолётов по лицензии, Westland начала разрабатывать и строить собственные самолёты, начиная с Westland N.1B в 1917 году, за которым в 1918 году появились Westland Wagtail и Westland Weasel.
После окончания войны, Westland выпустили легкие самолёты Westland Limousine и Westland Woodpigeon для гражданского рынка, но наибольшего успеха достиг самолёт ближней поддержки Westland Wapiti.
В 1935 году Petters Limited отделил производство самолётов от производства авиационных двигателей образовав Westland Aircraft Limited, расположенный в Йовиле, Сомерсет.

## Вторая мировая война
Истребитель Westland Whirlwind стал первым британским истребителем вооруженным пушками и был быстрее других британских самолётов того времени, но не пошел в крупную серию из-за проблем с выпуском двигателей Rolls-Royce Peregrine. Разведывательный самолёт Westland Lysander, созданный при сотрудничестве с армией, не применялся в разведке из-за сильной уязвимости, но его использовали при проведении специальных операций на оккупированной территории. Westland во время войны представлял и другие новые конструкции самолётов, но принят был только Westland Welkin. Самолёт Welkin имел два высотных двигателя предназначенных для перехвата немецких бомбардировщиков летавших на большой высоте. С уменьшением данной угрозы, производство было прекращено.
Большую часть войны на заводах компании выпускали Supermarine Spitfire, после того как завод Supermarine в Саутгемптоне был разбомблен во время битвы за Британию; в итоге Westlands построил больше Spitfire, чем какой-либо из других производителей. Westland так же стал главным разработчиком самолёта Supermarine Seafire — палубной версии Spitfire.

## Послевоенный успех
Ударный вертолет Westland Wyvern стал послевоенной конструкцией для авианосцев воздушных сил флота, находясь на службе до 1958 года.
В послевоенный период компания решила отойти от строительства самолётов и сконцентрировать свое внимание на строительстве вертолетов по лицензионному соглашению с Sikorsky. Это послужило для W.E.W. Petter, главного конструктора, причиной ухода из компании для создания авиационного подразделения English Electric, которое стало очень успешным.
Лицензионное производство началось с Sikorsky S-51 впервые поднявшимся в воздух в 1948 году и выпускавшимся под названием Westland-Sikorksy Dragonfly, принятый на вооружение Королевских ВМС и ВВС с 1950 года. На его основе Westland выпускал улучшенную версию Westland Widgeon, которая не была успешной.
Успех Dragonfly был повторен с Sikorsky S-55 который стал Westland Whirlwind, а также переработанным Sikorsky S-58 в двух вариантах с турбовальным и турбинным двигателями под названием Westland Wessex.
В 1952 году Westland приняли решение о возможной разработке трех конструкции вертолетов:
- W-80 являвшийся средним вертолетом на 24 пассажира для полетов на короткие дистанции с фиксированным шасси и похожий на будущий Westland Commando.
- W-81, высокоскоростной, обтекаемый вертолет на 32 пассажира, с убирающимся шасси и скоростью в 240 км/ч. Как и большинство современных вертолетов он имел две турбины на фюзеляже.
- W-85 — очень большой вертолет который мог поднимать 15 тонн (100 солдат или их снаряжение) в военной версии. Он был так велик, что джипы и артиллерия могли располагаться рядом в транспортной кабине. Загрузка и разгрузка осуществлялась через двустворчатые двери в носу и выдвижной рампе в корме. Движение должно было идти от лопастной системы, где на каждой из трех лопастей была установлена обтекаемая гондола с турбореактивными двигателями в каждой гондоле.

Ни эти три вертолета Westland, ни больший (на 450 мест, диаметр несущего винта 61 метр) W-90, предложенный для разработки в 1952 году не продвинулись дальше бумажных разработок. Westland разрабатывала в частном порядке большой грузовой вертолет для перевозки космических аппаратов, созданный с помощью несущего винта от Sikorksy — Westland Westminster — но эту разработку отменили в пользу финансируемого правительством Fairey Rotodyne.

## Принудительное слияние
В 1959—1961 годах британское правительство принудительно провело объединение около 20 британских авиационных фирм в три большие группы с получением ими контрактов и правительственного финансирования. Разработкой и выпуском самолётов занимались British Aircraft Corporation и Hawker Siddeley Group, вертолетные подразделения Bristol, Fairey и Saunders-Roe (с судном на воздушной подушке) были объединены с Westland, образовав в 1961 году Westland Helicopters.

## Производимые самолёты и планеры
- Westland N.1B
- Westland Wagtail
- Westland Weasel
- Westland Limousine
- Westland Walrus
- Westland Dreadnought
- Westland Woodpigeon
- Westland Widgeon
- Westland Yeovil
- Westland Wizard
- Westland Westbury
- Westland Wapiti
- Westland Witch
- Westland-Hill Pterodactyl
- Westland Interceptor
- Westland IV
- Westland C.O.W. Gun Fighter
- Westland Wallace
- Westland PV-3 (Houston-Westland)
- Westland PV-6 (Houston-Wallace)
- Westland PV.7
- Westland F.7/30
- Westland Lysander
- Westland Whirlwind
- Westland Welkin
- Westland Wyvern
- Fairey Gannet AEW.3

## Автожиры и вертолеты
- Cierva C.29 совместный проект Cierva/Westland, построенный, но не летавший
- Westland CL.20 двухместный автожир, построенный компанией Westland, обозначение «CL» происходит от Cierva и George Lepere (из Lioré et Olivier). Война помешала серийному производству
- Fairey Rotodyne — Westland Aircraft завладела проектом Rotodyne в мае 1960 года
- Westland Dragonfly — лицензионная версия Sikorsky S-51
- Westland Wessex — турбинная версия Sikorsky S-58
- Westland Whirlwind — лицензионная версия Sikorsky S-55/H-19 Chickasaw с британскими двигателями.
- Westland Widgeon — частная инициатива Westland Aircraft как усовершенствование Westland WS-51 Dragonfly
- Westland Westminster (1958) — тяжелый вертолет, частная инициатива на стадии прототипа